# 大通区
大通区是中國安徽省淮南市下辖的一个市辖区，是一个有80多年工业历史的老区。区域总面积为314平方公里，总人口約17万。区人民政府駐大通街道。

## 行政区划
大通区下辖1个街道办事处、3个镇、1个乡：
大通街道、上窑镇、洛河镇、九龙岗镇、孔店乡和淮南经济开发区。

## 人口
根據第七次人口普查數據，截至2020年11月1日零時，大通區常住人口165671人。
大通區民族以漢族為主，有回族、蒙古族、維吾爾族等少數民族。